# Окладные доходы
Окла́дные дохо́ды – одна из категорий доходов Русского государства. Окладными доходами назывались такие доходы, которые можно было ввести в определённый оклад и собирать в обязательном для плательщиков, заранее определённом размере. Окладные доходы возникали из сборов, которое правительство устанавливало для покрытия расходов на возникшие новые государственные нужды: необходимость устройства отрядов войска, вооружённых огнестрельным оружием, вызвала сбор пищальных денег; на покупку пороха собирали емчужные (селитренные) деньги, на выкуп пленных – полоняничные и т.д.
В первой половине XVII века все эти многочисленные окладные сборы были сведены в три крупных оклада – деньги данные, полоняничные и деньги оброчные. Сами названия окладов в XVII веке давно потеряли прежний смысл. Данные деньги начали собирать ещё во времена татарского ига в дань хану, деньги полоняничные собирались сначала время от времени, а потом постоянно для выкупа пленных, уведённых крымцами и казанскими татарами. Оброком назывались те сборы, которые при царе Иване Грозном были установлены с тех городов и уездов, где было введено самоуправление и отменено кормление наместников и волостелей.
В 1681 году окладные сборы были ещё более округлены и сведены в два разряда по сословиям. Горожане и всё торгово-промышленное население должно было платить стрелецкие деньги, а крестьяне – ямские и полоняничные деньги.

## См.также
Неокладные доходы — одна из разновидностей дохода в Московском государстве, который нельзя было включить в определённый размер, заранее известный казне.